# Svenska mästerskapen i längdskidåkning 1991
Svenska mästerskapen i längdskidåkning 1991 arrangerades i Timrå. 

## Medaljörer, resultat

### Herrar
| Gren                  | Guld                                                      | Guld                                                      | Silver        | Silver       | Brons            | Brons           |
| 15 km (K)             | Torgny Mogren                                             | Åsarna IK                                                 | Larry Poromaa | Strömnäs GIF | Stefan Grahn     | Landsbro IF     |
| 30 km (K)             | Gunde Svan                                                | Dala-Järna IK                                             | Jan Ottosson  | Åsarna IK    | Henrik Forsberg  | Bergeforsens SK |
| 50 km (F)             | Henrik Forsberg                                           | Bergeforsens SK                                           | Torgny Mogren | Åsarna IK    | Christer Majbäck | Jukkasjärvi IF  |
| Stafett 3 x 10 km (F) | Åsarna IK (Jyrki Ponsiluoma, Jan Ottosson, Torgny Mogren) | Åsarna IK (Jyrki Ponsiluoma, Jan Ottosson, Torgny Mogren) |               |              |                  |                 |
| Lagtävling 15 km      | Åsarna IK                                                 | Åsarna IK                                                 |               |              |                  |                 |
| Lagtävling 30 km      | Åsarna IK                                                 | Åsarna IK                                                 |               |              |                  |                 |
| Lagtävling 50 km      | Åsarna IK                                                 | Åsarna IK                                                 |               |              |                  |                 |

### Damer
| Gren                 | Guld                                                                    | Guld                                                                    | Silver             | Silver         | Brons         | Brons          |
| 5 km (K)             | Marie-Helene Westin                                                     | Hudiksvalls IF                                                          | Lis Frost          | Sollefteå SK   | Carina Görlin | Hudiksvalls IF |
| 10 km (K)            | Marie-Helene Westin                                                     | Hudiksvalls IF                                                          | Magdalena Wallin   | Stockviks IF   | Carina Görlin | Hudiksvalls IF |
| 30 km (F)            | Marie-Helene Westin                                                     | Hudiksvalls IF                                                          | Ann-Marie Karlsson | Hudiksvalls IF | Carina Görlin | Hudiksvalls IF |
| Stafett 3 x 5 km (F) | Hudiksvalls IF (Carina Görlin, Ann-Marie Karlsson, Marie-Helene Westin) | Hudiksvalls IF (Carina Görlin, Ann-Marie Karlsson, Marie-Helene Westin) |                    |                |               |                |
| Lagtävling 5 km      | Hudiksvalls IF                                                          | Hudiksvalls IF                                                          |                    |                |               |                |
| Lagtävling 10 km     | Hudiksvalls IF                                                          | Hudiksvalls IF                                                          |                    |                |               |                |
| Lagtävling 30 km     | Hudiksvalls IF                                                          | Hudiksvalls IF                                                          |                    |                |               |                |

### Webbkällor
- Svenska Skidförbundet
- Sweski.com